# Kathryn Bernardo
Kathryn Chandria Manuel Bernardo, conocida artísticamente como Kathryn Bernardo (nacida el 26 de marzo de 1996 en Cabanatuan), es una actriz filipina.
Es conocida por interpretar a su personaje principal y protagónico de "Mara", en una serie de televisión llamado "Mara Clara". Además ha firmado un contrato con Magic Star y ABS-CBN, como la artista principal y más recientemente interpretó a "Ana Bartolomé" en una película de 2011 de género drama titulado, "Way Back Home". También protagonizó su personaje principal de "Mikay", en la serie televisiva titulada "Princess and I".

## Filmografía

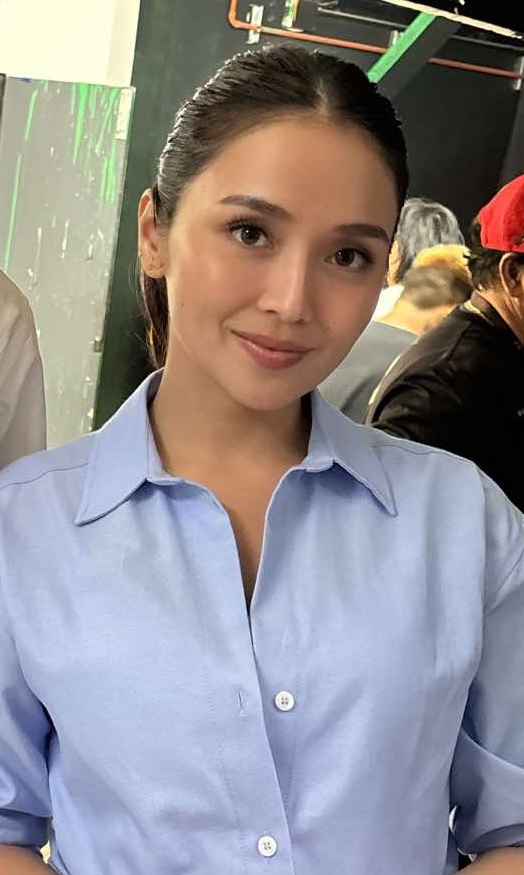
Bernardo en 2025

### Televisión
| Televisión     | Televisión                         | Televisión                                  | Televisión  |
| Año            | Título                             | Personaje                                   | Canal       |
| -------------- | ---------------------------------- | ------------------------------------------- | ----------- |
| 2013           | Got to Believe                     | Cristina Carlota "Chichay" Tampipi          | ABS-CBN     |
| 2012-2013      | Princess and I                     | Mikay Maghirang / Princess Areeyah Wangchuk | ABS-CBN     |
| 2012           | Enchanted                          | Princess Giselle's voice over               | Studio 23   |
| 2012           | Maalaala Mo Kaya: Ensaymada        | Dang                                        | ABS-CBN     |
| 2012           | Walang Hanggan                     | Olivia (Guest Cast Nathan's Fiance)         | ABS-CBN     |
| 2011–2012      | Growing Up                         | Ella Dimalanta                              | ABS-CBN     |
| 2011           | Wansapanataym: Apir Disapir        | Althea Fernandez                            | ABS-CBN     |
| 2011 – present | ASAP                               | Herself                                     | ABS-CBN     |
| 2010–2011      | Mara Clara                         | Mara del Valle / Mara David                 | ABS-CBN     |
| 2010           | Shoutout!                          | Herself                                     | ABS-CBN     |
| 2010           | Magkaribal                         | Young Anna Abella/Victoria Valera           | ABS-CBN     |
| 2010           | Endless Love                       | Young Jenny Dizon / Jenny Cruz              | GMA Network |
| 2009           | Maalaala Mo Kaya: Karnabal         | Paloma                                      | ABS-CBN     |
| 2009           | Your Song: You Know It's Christmas | Stephanie                                   | ABS-CBN     |
| 2009           | Maalaala Mo Kaya: Blusa            | Young Nympha                                | ABS-CBN     |
| 2009–2010      | Super Inggo at ang Super Tropa     | Maya                                        | ABS-CBN     |
| 2008           | Maalaala Mo Kaya: Bracelet         | Zorayda                                     | ABS-CBN     |
| 2007–2008      | Prinsesa ng Banyera                | Young Mayumi                                | ABS-CBN     |
| 2007           | Pangarap na Bituin                 | Young Chorva                                | ABS-CBN     |
| 2006           | Komiks: Bandanang Itim             | Juliana                                     | ABS-CBN     |
| 2006           | Komiks Presents: "Agua Bendita"    | Young Agua/Bendita                          | ABS-CBN     |
| 2006–2007      | Super Inggo                        | Maya/Mandy                                  | ABS-CBN     |
| 2006           | Maalaala Mo Kaya: Palaisdaan       | Young Lina                                  | ABS-CBN     |
| 2006           | Gulong ng Palad                    | Young Mimi                                  | ABS-CBN     |
| 2005–2010      | Goin' Bulilit                      | Herself                                     | ABS-CBN     |
| 2005           | Vietnam Rose                       | Young Carina                                | ABS-CBN     |
| 2004           | Krystala                           | Bulinggit                                   | ABS-CBN     |
| 2003           | It Might Be You                    | Young Cielo                                 | ABS-CBN     |

### Películas
| Films | Films                      | Films                                       | Films                      |
| Año   | Título                     | Personaje                                   | Compañía                   |
| ----- | -------------------------- | ------------------------------------------- | -------------------------- |
| 2017  | Can't help falling in love | Gabriela "Gab" De la Cuesta                 |                            |
| 2014  | She's Dating the Gangster  | Athena Dizon                                | Star Cinema                |
| 2013  | Must Be... Love            | Patricia "Patchot" Espinosa                 | Star Cinema                |
| 2012  | Sisterakas                 | Katherine "Kathy" Maningas                  | Star Cinema and Viva Films |
| 2012  | 24/7 in Love               | Jane dela Cuesta                            | Star Cinema                |
| 2011  | Shake, Rattle & Roll 13    | Lucy                                        | Regal Films                |
| 2011  | Way Back Home              | Danica Bartolomé / Joanna Liesl S. Santiago | Star Cinema                |
| 2008  | Supahpapalicious           | Young Athena                                | Star Cinema                |
| 2006  | Tatlong Baraha             | Child                                       | Viva Films                 |
| 2005  | Nasaan Ka Man              | Young Pilar                                 | Star Cinema                |
| 2004  | Gagamboy                   | Tsoknat                                     | Regal Films                |